# مغربة الهريش (كحلان عفار)

تعديل مصدري - تعديل

مغربة الهريش هي إحدى قرى عزلة قيدان بمديرية كحلان عفار التابعة لمحافظة حجة، بلغ تعداد سكانها 583 نسمة حسب تعداد اليمن لعام 2004.